# Mobbing
Mobbing – prześladowanie, uporczywe nękanie i znęcanie się nad podwładnym lub współpracownikiem w miejscu pracy. Termin wywodzi się od angielskiego czasownika to mob (nagabywać, napadać, zaczepiać) i rzeczownika mob (motłoch, tłum). W języku angielskim termin ma szersze znaczenie, które nie dotyczy wyłącznie miejsca pracy; odpowiednikiem polskiego mobbingu po angielsku jest na ogół workplace bullying lub workplace harassment. Workplace mobbing używany jest w tym znaczeniu jedynie w literaturze naukowej. Terminu mobbing w odniesieniu do zachowań występujących w grupach społecznych użył jako pierwszy szwedzki naukowiec Peter-Paul Heinemann.
Mobbing zazwyczaj ma na celu lub skutkuje: poniżeniem, ośmieszeniem, zaniżeniem samooceny lub odizolowaniem pracownika od grona współpracowników.
Istotnym zagadnieniem jest odróżnienie mobbingu od łamania zasady równego traktowania w zatrudnieniu.
Międzynarodowa Organizacja Pracy definiuje pojęcie mobbingu jako obraźliwe zachowanie poprzez mściwe, okrutne, złośliwe lub upokarzające usiłowanie zaszkodzenia jednostce lub grupie pracowników. Obejmuje ono
sprzysięganie się lub mobbing przeciwko wybranemu pracownikowi, który staje się
przedmiotem psychicznego dręczenia. Mobbing charakteryzuje się stałymi, negatywnymi
uwagami lub krytyką, społecznym izolowaniem danej osoby, plotkowaniem lub
rozprzestrzenianiem fałszywych informacji.

## Kierunki mobbowania w zhierarchizowanych strukturach organizacyjnych
- mobbing ukośny – osoba mobbująca i mobbowana znajdują się na różnych poziomach;
- mobbing prosty – osoba mobbująca i mobbowana znajdują się na tym samym poziomie.

## Taktyki mobbingu
- taktyka upokorzenia
  - nieuzasadniona i nadmierna krytyka
  - zniesławienie
  - wyśmiewanie (np. wyglądu zewnętrznego lub zachowań)
  - obraźliwe gesty
  - stosowanie przemocy (np. popychanie, celowe potrącanie, rzucanie przedmiotami)
- taktyka zastraszania
  - groźby werbalne
  - stosowanie obelg i wulgaryzmów
  - zmuszanie do zostawania w pracy po godzinach i/lub zakaz robienia przerw pod groźbą utraty pracy
- taktyka pomniejszenia kompetencji, tj. poprzez zmuszanie do wykonywania zadań nienależących do zakresu obowiązków pracownika i nieadekwatnych do jego zdolności czy rzeczywistych kompetencji
- taktyka ostracyzmu
- taktyka poniżania
- taktyka utrudniania wykonywania pracy

Mobbing może być działaniem bezpośrednim lub niebezpośrednim, tj. takim, w którym ofiara nie ma bezpośredniego kontaktu z osobą stosującą mobbing, a jedynie jest narażona na skutki jej zamierzonych nieetycznych działań.

## Aspekty prawne

### Prawo międzynarodowe
21 czerwca 2019 r. Konferencja Międzynarodowej Organizacji Pracy uchwaliła Konwencję nr 190 dotyczącą eliminacji przemocy i prześladowania w świecie pracy oraz odpowiednie Zalecenie nr 206. Do wejścia w życie Konwencja wymaga przynajmniej 2 ratyfikacji (art. 14), co nastąpiło w czerwcu 2020 ze skutkiem po upływie roku.

### Prawodawstwo francuskie
Francuskie prawo jest najsurowsze na świecie w kwestii walki z mobbingiem w pracy.
Przełożony lub współpracownik, który dokona w pracy mobbingu zwanego molestowaniem moralnym (fr. harcèlement moral) może zostać ukarany przez sąd wysoką karą grzywny do wysokości 3750 euro lub nawet karą dwóch lat więzienia. Tak wysokie kary mają działać prewencyjnie i wynikają z wieloletnich badań nad mobbingiem, zgodnie z którymi zaistnienie mobbingu wielokrotnie prowadziło nie tylko do utraty dobrego samopoczucia pracownika, ale także do utraty zdrowia oraz w szczególności do samobójstw pracowników.

### Prawodawstwo polskie
Według art. 94³ § 2. Kodeksu pracy mobbing oznacza działania lub zachowania dotyczące pracownika lub skierowane przeciwko pracownikowi, polegające na uporczywym i długotrwałym nękaniu lub zastraszaniu pracownika, wywołujące u niego zaniżoną ocenę przydatności zawodowej, powodujące lub mające na celu poniżenie lub ośmieszenie pracownika, izolowanie go lub wyeliminowanie z zespołu współpracowników. Istotnym jest fakt, iż osobą dopuszczającą się mobbingu nie musi być pracodawca, lecz może to być przełożony lub współpracownik.
Pracodawca jest zobowiązany przeciwdziałać mobbingowi (art. 94³ § 1. K.p.).
Art. 94³ § 3 K.p. jest podstawą odpowiedzialności pracodawcy, daje pracownikowi możliwość dochodzenia zadośćuczynienia pieniężnego od pracodawcy za utratę zdrowia spowodowaną mobbingiem. Przedstawione zadośćuczynienie nie zostało określone w Kodeksie pracy, dlatego na podstawie art. 300 K.p. stosuje się odpowiednio przepisy kodeksu cywilnego (art. 445 K.c. oraz art. 444 K.c.). Dodatkowo, jeżeli mobbing był przyczyną rozwiązania umowy o pracę, pracownikowi przysługuje prawo dochodzenia od pracodawcy odszkodowania w wysokości nie niższej niż minimalne wynagrodzenie za pracę (art. 94³ § 4. K.p.)
Polskie sądy dopiero od niedawna traktują mobbing z coraz większą surowością tak jak w krajach zachodnich. W 2018 roku Sąd Okręgowy w Warszawie przyznał ofierze mobbingu odszkodowanie w wysokości 111 tys. złotych za prześladowanie jej osoby w jej pracy w jednym z ministerstw. Wciąż jednak jest to przykład odszkodowania dużo mniejszego niż w innych krajach świata.
Pojęcie mobbingu jest zasadniczo nowością w polskim prawie pracy (pojawiło się ono w przepisach w roku 2004). Z tego też względu nie ma wystarczająco jasnych i ugruntowanych powszechną praktyką kryteriów, wedle których możliwe byłoby bezsprzeczne rozdzielenie zjawiska mobbingu od takich atrybutów pracodawcy czy przełożonego jak: egzekwowanie poleceń, egzekwowanie dyscypliny czy możliwość kształtowania preferowanych postaw i zachowań międzyludzkich w środowisku pracy.
Warto mieć na uwadze, że szereg zjawisk, które są traktowane w kategoriach mobbingu, spełnia zarazem znamiona czynów określonych w Części szczególnej Kodeksu Karnego. Mowa tu m.in. o przestępstwach z art. 190 § 1 KK, art. 190a § 1 KK, art. 191 § 1 KK, art. 212 § 1 KK, art. 216 § 1 KK, art. 234 KK, art. 235 KK, a nawet o zawartym w Rozdziale XIX KK przestępstwie z art. 157 KK. Co za tym idzie, ofierze mobbingu przysługuje w tych sytuacjach ochrona na gruncie prawa karnego, która jest zdecydowanie skuteczniejsza, niż ochrona na gruncie prawa pracy.

### Prawodawstwo irlandzkie
W irlandzkim prawodawstwie kwestie mobbingu reguluje ustawa Safety, Health and Welfare Act 2005, która mówi, jak rozpoznawać zjawisko, zapobiegać mu i jakie należy podejmować kroki w przypadku jego zaistnienia.